# Tosna
Tosna (ros. То́сна) – rzeka w Rosji w obwodzie leningradzkim o długości 121 km. Tosna jest lewym dopływem Newy. Największe miasta położone nad rzeką: Tosno, Nikolskoje oraz Otradnoje.